# Bitwa nad Pjaną
Bitwa nad Pjaną – starcie zbrojne, które miało miejsce 2 sierpnia 1377 roku nad rzeką Pjaną pomiędzy wojskami ruskimi (głównie księstwa Niżnonowogrodzko-suzdalskiego) a Tatarami, zakończone zwycięstwem Tatarów i pogromem wojsk ruskich.

## Przyczyny
W marcu 1376 roku wojska ruskie pod wodzą księcia niżnonowogrodzkiego – Dymitra Konstantynowcza, podjęły wyprawę na podlegający Złotej Ordzie, Bułgar Wielki i ściągnęły z niego potężną daninę wysokości 5000 rubli. Ówczesny przywódca Ordy – Mamaj, wysłał na Ruś ekspedycję karną pod wodzą Arpaszy. Innym powodem wyprawy karnej było zamordowanie w Niżnym Nowogrodzie posłów Mamaja. Rusini, zdając sobie sprawę z planowanej wyprawy, postanowili zatrzymać Tatarów nad rzeką Pjaną i tam zebrały się w lipcu 1377 wojska książąt ruskich, jednak bez głównych sił moskiewskich, gdyż Dymitr Doński dotarłszy do Niżnego Nowogrodu zawrócił.

## Przed bitwą
Wojska ruskie rozlokowały się nad Pjaną w oczekiwaniu na przeciwnika. Wobec braku jakichkolwiek informacji o nim, przeprawiły się na drugi brzeg. Długa bezczynność i ciągły brak informacji o wojskach wroga, przyczyniły się do rozluźnienia dyscypliny w obozie, zaczęło się szerzyć pijaństwo, przypuszczalnie zaprzestano wysyłania zwiadowców.

## Bitwa
Gdy 2 sierpnia nastąpił niespodziewany atak Tatarów, wojska ruskie nie były w stanie podjąć zorganizowanej obrony, próba ucieczki skończyła się rzezią u brzegów Pjany i w jej wodach. Utonął min. głównodowodzący sił ruskich Iwan Dymitrowicz, syn księcia niżnonowogrodzkiego Dymitra.

## Skutki
Tatarzy pod wodzą Arpaszy w kilka dni później zdobyli i spalili praktycznie pozbawiony obrony Niżny Nowogród i do jesieni plądrowali jego okolice. Jesienią nastąpiła odwetowa wyprawa ruska przeciw wspierającym Tatarów Mordwinom.